# Hybomys basilii
Hybomys basilii is een knaagdier uit het geslacht Hybomys dat voorkomt op het eiland Bioko, dat tot Equatoriaal-Guinea behoort. Deze soort is oorspronkelijk beschreven als een ondersoort van Hybomys univittatus, maar later als een aparte soort erkend op basis van morfometrische gegevens.
Hybomys: Hybomys badius · Hybomys basilii · Hybomys lunaris · Hybomys univittatus

Typomys: Hybomys planifrons · Hybomys trivirgatus